# CX-546
CX-546 es un fármaco ampakina desarrollado por Cortex Pharmaceuticals, que ha sido propuesto como tratamiento para la esquizofrenia. El CX-546 era el segundo fármaco por salir de la lista del programa de investigación de Cortex, después del CX-516, sin embargo, aunque poseía mejoras respecto a su predecesora en algunos aspectos, todavía tenía problemas con su capacidad limitada de biodisponibilidad oral.
A pesar de ello, CX-546 aún representaba un avance significativo que condujo a la elaboración de nuevos compuestos tales como el CX-614 y CX-717 con varias propiedades superiores sobre los fármacos anteriores. CX-546 se ha investigado para otras aplicaciones, encontrándose sobre todo una eficacia significativa para la reversión de la hipoventilacion producida por medicamentos sedantes tales como los opioides y barbitúricos.